# Новоаптіково
Новоа́птіково (рос. Новоаптиково, башк. Яңы Әптек) — село у складі Ішимбайського району Башкортостану, Росія. Адміністративний центр Сайрановської сільської ради.
Населення — 1421 особа (2010; 1445 в 2002).
Національний склад:
- башкири — 59%
- росіяни — 28%